# Großenbreden
Großenbreden is een plaats in de Duitse gemeente Marienmünster, deelstaat Noordrijn-Westfalen, en telt 105 inwoners (2008-01).